# Mathew Gough
Sir Mathew Gough (Matthew Gough; Mathau Goch; * 1386 oder 1390; † 4. oder 5. Juli 1450 in London) war ein walisischer Söldnerführer, der für England im Hundertjährigen Krieg kämpfte. 
Die genaue Herkunft von Mathew Goch ist umstritten, nach Howell Thomas Evans stammte aus Maelor im unteren Tal des Dee River. Sein Vater sei Owen Gough, Bailiff des Manor of Hanmer, gewesen, seine Mutter eine Tochter von David Hanmer. Nach anderen Angaben war er ein Sohn von David Goch, dem Nachfahren eines walisischen Lords aus Bromfield in Nordostwales. Er gehörte zu den zahlreichen Walisern, die nach der Niederschlagung der Rebellion von Owain Glyndŵr als englische Soldaten während des Hundertjährigen Krieges in Frankreich kämpften. 1423 nahm er an der Schlacht von Cravant teil und 1424 kämpfte er bei Verneuil. 1429 nahm er am Feldzug ins Anjou teil. 1432 geriet er bei Sainte Ceneri in französische Gefangenschaft, ebenso wie bei der Belagerung von Saint Denis 1435. Nach seiner erneuten Freilassung diente er unter John Fastolf und nahm 1440 an der Rückeroberung von Harfleur teil. Unter ihm lernte der junge William Herbert das Kriegshandwerk. Nach Abschluss des Vertrags von Tours sollte er auf Befehl des englischen Königs Heinrich VI. das Anjou und Maine wieder an Frankreich übergeben, was er bis 1447 hinauszögerten. Nach Wiederbeginn der Kämpfe war er ab 1449 unter dem Oberbefehl von Thomas Kyriel zusammen mit William Herbert einer der englischen Kommandeure in der Normandie, musste sich aber 1450 nach der Niederlage in der Schlacht von Formigny nach Bayeux zurückziehen, das er schließlich an Jean de Dunois übergeben musste.  
Mathew Gough war Kommandant zahlreicher französischer Burgen und Städte gewesen, darunter von Laval, Le Mans und Bellême. Bereits 1423 war er ein Kommandant eines Teils der englischen Armee, später wurde er als Captain einer der Führer der englischen Armee. Als Belohnung erhielt er Besitzungen bei Rouen, Gisors, Caux und Harcourt, die er durch den Rückzug der Engländer wieder verlor. Zurück in England wurde er zusammen mit Thomas de Scales Constable of the Tower in London. Er fiel Anfang Juli auf der London Bridge im Kampf gegen die Rebellen von Jack Cade.
Seine Taten und sein Tod wurden von zahlreichen walisischen Barden besungen. 